# 甘丙昌
甘丙昌（？年—？年），名大琛，字棠牧，四川順慶府鄰水縣人，道光十九年己亥科舉人，咸豐五年六月任四川太平縣（今萬源縣）訓導。重修學署，晚清詩人，著《生香閣詩草》（〈杜牧之墓〉、〈蘇門〉）。逆賊藍大順犯太平，城陷被執且挾之去後，不知死所。